# Xã Hickman, Quận Marshall, South Dakota
Xã Hickman (tiếng Anh: Hickman Township) là một xã thuộc quận Marshall, tiểu bang Nam Dakota, Hoa Kỳ. Năm 2010, dân số của xã này là 45 người.